# Mount Ader
Mount Ader ist ein 1600 m hoher Berg im nördlichen Grahamland auf der Antarktischen Halbinsel. Er ragt an der Nordseite des Breguet-Gletschers unmittelbar südöstlich des Mount Cornu auf.
Das UK Antarctic Place-Names Committee benannte ihn 1960 nach dem französischen Luftfahrtpionier Clément Ader (1841–1925).